# Scott Leary
John Scott Leary (Shasta, 29 dicembre 1881 – San Francisco, 1º luglio 1958) è stato un nuotatore statunitense.
Partecipò alle gare di nuoto della III Olimpiade di St. Louis del 1904 e vinse due medaglie, una di bronzo nelle 100 iarde stile libero, e una d'argento nelle 50 iarde stile libero, nuotando in finale in 28"2, dopo aver vinto con lo stesso tempo la rispettiva semifinale.